# Patatas alioli
Las patatas alioli (del catalán, all i oli, ‘ajo y aceite’) son un tipo de patatas cocidas en salmuera en forma de dados, de no más de 3 o 4 centímetros de lado, que se cubren de salsa alioli. Es un plato que se sirve frío (recién sacado de la nevera o refrigerador), y es esta la razón por la que se come frecuentemente en los meses de primavera-verano generalmente acompañado de una cerveza. Es un plato con fuerte olor a ajo debido a la salsa que emplea. Tradicional en la gastronomía de España, es un plato puramente veraniego que puede encontrarse fácilmente en cualquier lugar.

## Características
Se trata de un plato elaborado fácilmente mediante la cocción de unas patatas en salmuera, se procura que las patatas tengan su piel para que el agua no sea absorbida por el tubérculo. Antes de ser servidas se pelan y se cortan en dados de tres a cuatro centímetros. Una de las principales características es que se suele dejar la mezcla de patatas y salsa en frío, ya que es un plato que se come refrigerado. Unos minutos antes de servir y solo en ese instante, se le ponen los aliños de alioli y perejil picado.

## Presentación
Suele ser un aperitivo muy habitual en la cocina española que se sirve en los restaurantes o bares, es muy típico servirse una "ración" (compuesta generalmente de un cuarto de kilo), extendida en un plato y aliñada con unas ramas de perejil finamente picadas, todo ello acompañando generalmente a una cerveza (bebida muy común al comer “raciones”). Es costumbre servirlas junto con unos palillos con que los que los comensales van comiendo. Suele ser una de las raciones más económicas y más populares en cualquier bar de España. A veces suele acompañar a platos de carne a la brasa.

## Variantes

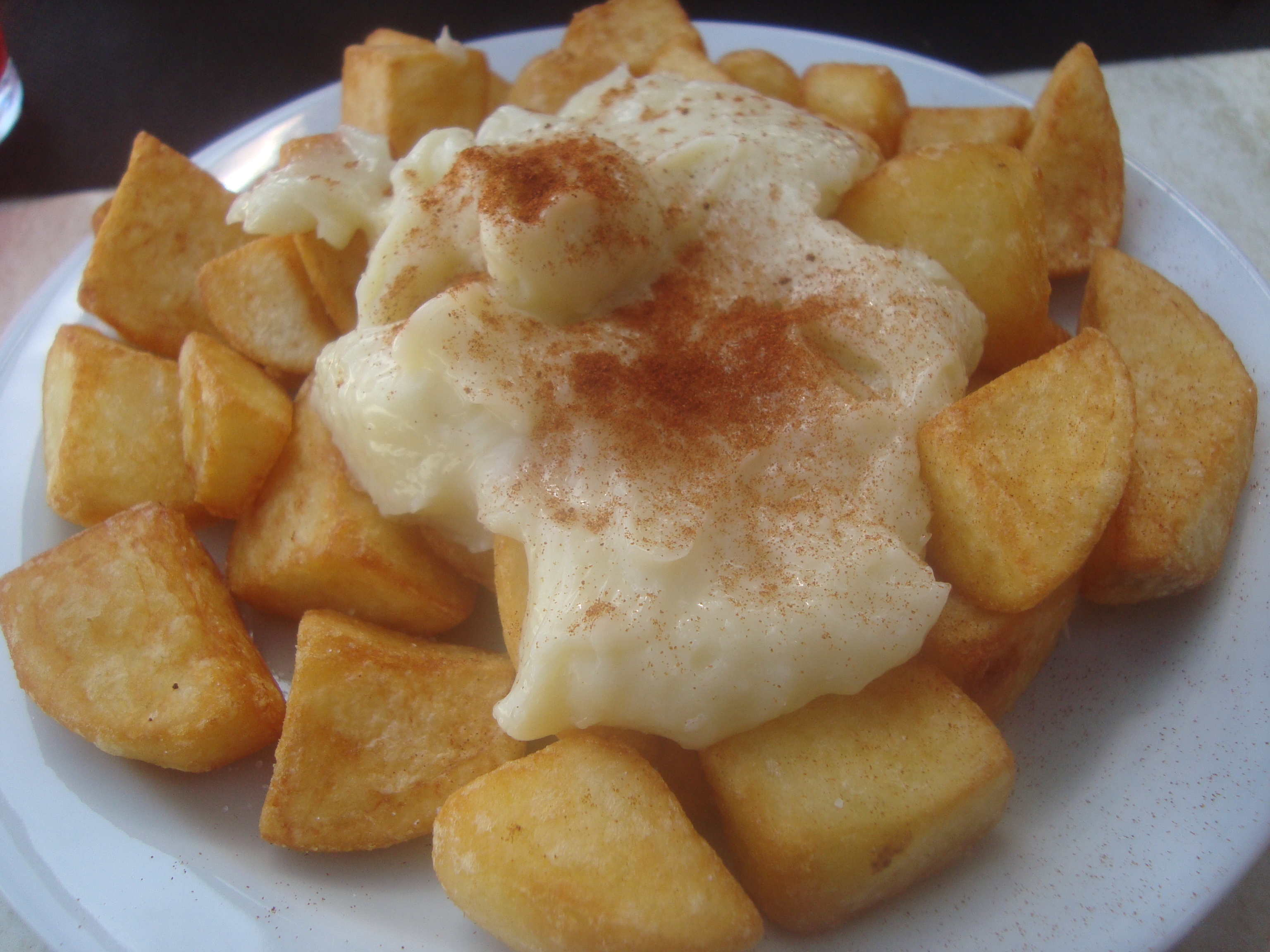
Patatas fritas con alioli (ajoaceite).

Existen variantes no tradicionales de este plato en el que se emplean patatas fritas en lugar de cocidas y sobre la que se vierte la salsa alioli.